# Sergej Stoljarov
Sergej Stoljarov (17 luglio 1911 – Mosca, 9 dicembre 1969) è stato un attore sovietico.

## Filmografia parziale

### Attore
- Ruslan i Ljudmila (1938)
- Vasilisa la bella (1940)
- Gibel' Orla (1940)

## Premi
- Artista onorato della RSFSR
- Artista popolare della RSFSR
- Premio Stalin
- Ordine della Bandiera rossa del lavoro
- Ordine del distintivo d'onore